# Guadiaro
|  | Per a altres significats, vegeu «riu Guadiaro». |

Guadiaro és una barriada (pedania) de la ciutat de San Roque situada a la desembocadura del riu Guadiaro a la província de Cadis, Andalusia, Espanya. Les festes locals se celebren la 1a setmana de juliol. A causa de la seua proximitat a la costa i a la urbanització turística, Sotogrande, Guadiaro, es dedica principalment al turisme. Ofereix multitud de camps de golf i camps de polo, així com gran quantitat d'activitats nàutiques. Pren nom del riu Guadiaro.